# 용호의 사촌들
"용호의 사촌들"은 한국에서 제작된 이혁수 감독의 1981년 영화이다. 한용철 등이 주연으로 출연하였고 김인동 등이 제작에 참여하였다.

## 출연

### 주연
- 한용철
- 황정리
- 남충일
- 박애경

## 기타
- 조명: 장기종